# 互射十二碼

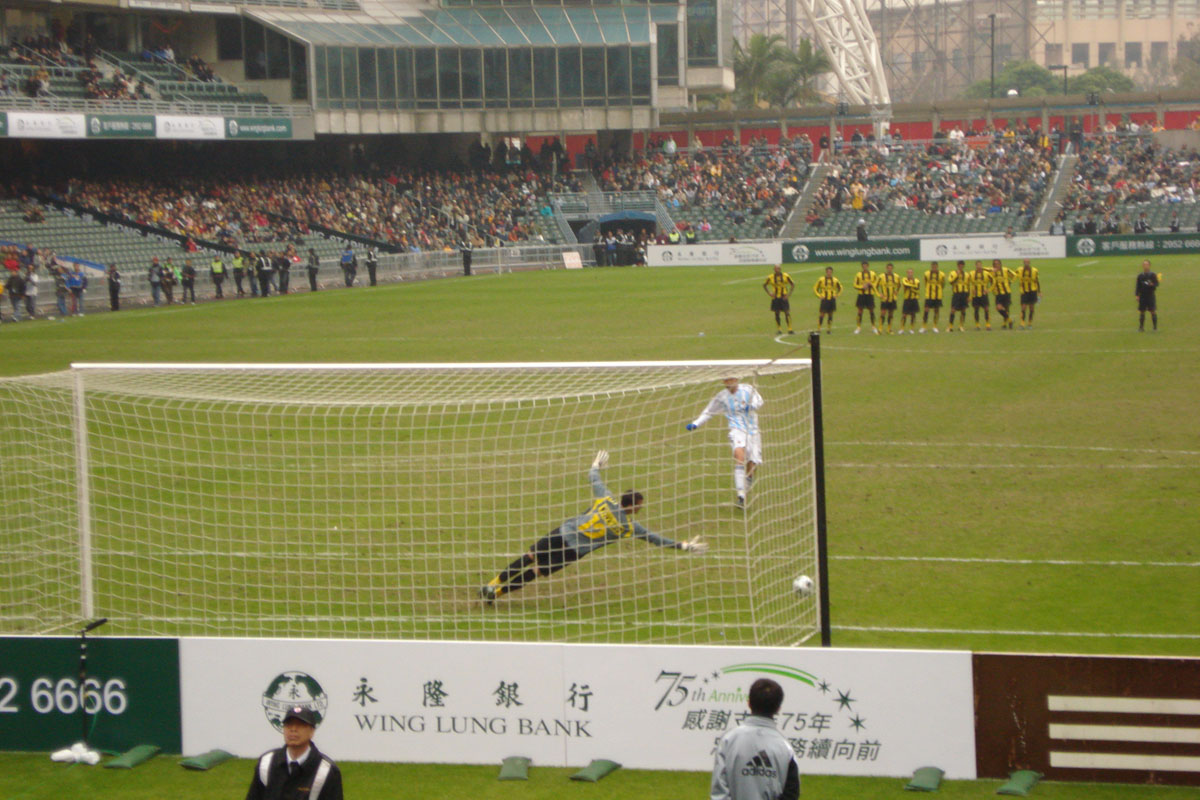
蔚山現代的前鋒禹成用在2008年賀歲盃足球賽的互射十二碼射中門柱，迎接射門的是佩那罗尔的門將雷恩斯

互射十二碼（英語：Penalty shoot-out，縮寫PSO），又稱十二碼大戰、PK戰（日本、台灣常用），是足球比賽因為平局（和局）而未能分出勝負，而該場比賽必須分出勝負的一種決勝方式。
互射十二碼於1970年代開始普及。在此之前的決勝方法有择日重赛，投硬币或抽签。

## 決勝方式
在一般的淘汰赛中，如果在加時賽結束後仍未分出勝負，就會以雙方互射十二碼的方法來決定勝方，前5輪進球較多一方為勝；如在前5輪未能分出勝負，則會進入驟死賽階段，一旦一方射進而另一方射失，則整场比赛便會結束。互射十二碼胜方即获得整场比赛胜利。
當雙方球員全部射完一轮，但未分勝負，则會繼續互射，在此可調動球員射球次序。但在所有場上球員未完成射門之前，在該輪過之球員不可再射。如出現球員數目不相同時，較多球員一方的隊長要決定哪位或哪些球員不用参加点球大战（不射点球的球员也不能守门，故一般不会选择去除门将）。
上述情形若在五人制足球中，則以六公尺罰球來決定勝負，雙方在六公尺罰球點各踢三球，進球多者勝，若仍無法決定勝負，則會進入驟死賽階段，一旦一方射進另一方射失，射進球的隊伍便得勝。

## ABBA制
2016年國際足協（FIFA）曾經宣布引入新的互射十二碼機制，由傳統的輪流互射五輪，改為「ABBA」制，意即抽中先射的一支球隊射完第一輪後，後射的球隊連射兩球，然後先射的球隊再射兩球，如此類推。此舉是由於多項研究已表明抽中先射的一方會有一定程度的優勢，而數據亦指出先射的一方有不少於60%的勝率。因此，在2017年提出試驗方案，在部分賽事試行全新的ABBA制互射十二碼。但經過兩年試驗之後，已被證實不是特別受歡迎，主要是因為此方法過於複雜，而足球本身是一項簡單和傳統的比賽，所以國際足協已經在2019年決定不再使用此方法。

## 案例
互射点球被媒体与足球工作者认为更属于心理素质与运气的考验而不是对球员能力的全盘测试，无奈是没有其他更可行的解决方案。其机制为许多在赛前被媒体公认为“魚腩部隊”的球队以摆大巴战术拖延至结束而制造爆冷的契机。著名例子包括1986年欧洲冠军杯中，来自罗马尼亚的布加勒斯特星队运用极其保守的收缩打法在120分钟比赛中完全抑制了西甲豪门巴塞罗那的疯狂进攻，最终仅凭門將出色发挥连续扑出点球捧得「大耳杯」。类似事蹟在各国本土杯赛中亦时有发生。

## 世界大賽中射失十二碼的著名球星
- 1992年歐洲國家盃半決賽：荷蘭對陣丹麥：馬高·雲巴士頓
- 1994年美國世界盃決賽：巴西對陣意大利：巴雷西，巴治奧
- 1998年法國世界盃半決賽：荷蘭對陣巴西：高古，罗纳德·德波尔
- 2004年歐洲國家盃半準決賽：英格蘭對陣葡萄牙：碧咸
- 2006年德國世界盃半準決賽：英格蘭對陣葡萄牙：林伯特，謝拉特
- 2006年德國世界盃決賽：法國對陣意大利：查斯古特
- 2015年美洲杯决赛：阿根廷对阵智利：伊瓜因
- 百年美洲杯决赛：阿根廷对阵智利：梅西
- 2020年歐洲足球錦標賽八分之一決賽：法國對陣瑞士：姆巴佩
- 2020年歐洲足球錦標賽半决赛：意大利对阵西班牙：莫拉塔
- 2022年卡塔爾世界盃四分之一决赛：克羅埃西亞對陣巴西：羅德里戈
- 2022年卡塔爾世界盃四分之一决赛：荷蘭對陣阿根廷：維吉爾·范戴克
- 2022年卡塔爾世界盃决赛：阿根廷對陣法国：金斯利·科曼、琼阿梅尼

## 另見
- 突破僵局制

## 外部連結
- FINA water polo rules for penalty shootouts
- Football (soccer) penalty shootout trivia（页面存档备份，存于）